# Tongoa
Ne doit pas être confondu avec Tangoa.
Tongoa est l’île la plus au nord des îles Shepherd, un archipel du Vanuatu. Avec une superficie de 42,0 km2, c’est aussi la plus grande île de l’archipel. Elle est desservie par un aérodrome (code AITA : TGH).

## Population
Tongoa était peuplée en 2009 par 2 300 habitants. Deux langues y sont parlées : l’éfaté du Nord et le namakura.